# Кингс-Линн Таун
«Кингс-Линн Таун» (англ. King's Lynn Town Football Club) — английский футбольный клуб из города Кингс-Линн, графство Норфолк, Восточная Англия. Основан в 2010 году. Домашний стадион «Уокс» вмещает 8200 зрителей.
В настоящее время выступает в Северной Национальной лиге, шестом по значимости дивизионе в системе футбольных лиг Англии.

## История
Клуб был основан в 2010 году после того, как предыдущий клуб «Кингс-Линн» был ликвидирован в 2009 году. Он был допущен в Премьер-лигу Лиги объединённых графств и занял второе место в своем первом сезоне в лиге, также достигнув полуфинала Вазы ФА, где проиграл со счётом 6:2 в общем зачете клубу «Колвилл Таун». После того, как в сезоне 2011/12 клуб снова занял второе место, он вышел в Первый южный дивизион Северной Премьер-лиги. Этот дивизион он выиграл с первой попытки, заработав выход в Премьер-дивизион. В 2015 году клуб был переведен в Премьер-дивизион Южной лиги. В сезоне 2016/17 он выиграл Большой кубок Норфолка, обыграв «Фейкенем Таун» в финале со счётом  2:0. Клуб занял второе место в Премьер-дивизионе Южной лиги в сезоне 2017/18 и прошёл в отборочный турнир. После победы над «Уэймутом» (3:0) в полуфинале он проиграл «Слау Таун» в финале со счётом 2:1. Клуб играл в центральном Премьер-дивизионе Южной лиги в сезоне 2018/19, где занял второе место и вышел в плей-офф. После побед над клубами «Стратфорд Таун» и «Алвчерч» «Кингс-Линн Таун» обыграл в финале плей-офф «Уоррингтон Таун» и вышел в Северную Национальную лигу, шестой дивизион в системе футбольных лиг Англии.

## Резервная команда
Резервная команда клуба присоединилась к Резервному Дивизиону 2 Лиги объединённых графств в 2010 году, чтобы выиграть дивизион в первом сезоне и получить повышение в Первый дивизион. После победы в Первом дивизионе в следующем сезоне и первой команды, покидающей United Counties League, резервы присоединились к Первому дивизиону Питерборо и Окружной лиги в 2012 году. Они получили третий титул подряд, получив повышение в Премьер-дивизион. После победы в Первом дивизионе в следующем сезоне резервы присоединились к Первому дивизиону Лиги восточных графств. Они выиграли Кубок 1-го дивизиона в 2016–17 годах, победив «Уисбек Сент-Мэри» 1–0 в финале.

## Стадион
Стадион «Walks» перешёл клубу от Кингс Линн, который играл там с момента своего образования в 1879 году. В 1892 году вокруг поля были установлены полотняные щиты, чтобы люди не смотрели матчи без оплаты. В 1893 году был сыгран против Wisbech Town F.C. при электрическом освещении. Стенд был построен в 1896 году, хотя он был снесен в 1905 году и заменен деревянной трибуной на 500 мест, построенной за 250 фунтов стерлингов. В середине 1950-х годов Клуб болельщиков установил террасы на 4000 и 780 мест на северной стороне поля. В 1955 году деревянная подставка была продана компании в Спалдинге, а новая трибуна на 1400 мест с террасным загоном на 3000 мест была построена за 27 000 фунтов стерлингов и открыта тогдашним президентом ФИФА и председателем ФА Артуром Дрюри 18 августа 1956 года.
Прожекторы были установлены в 1963 году и впервые использовались в матче Кубка Фестиваля Кули против Кембридж Сити 25 сентября.